# Cal Porrerà
Cal Porrerà és un edifici de Porrera (Priorat) inclosa a l'Inventari del Patrimoni Arquitectònic de Catalunya.

## Descripció
Edifici de planta rectangular, bastit de maçoneria i obra arrebossada i pintada, de planta baixa i dos pisos i cobert per teulada a dos vessants. A la façana s'obren una porta i una finestra a la planta baixa, tres balcons al primer pis i tres balcons i una finestra al segon. Com a elements a destacar de la porta amb la clau ornamentada i la data de construcció, la balda de la porta, ben treballada i també amb la data original i els balcons del segon pis, amb barana de fusta original, encara que malmesa.

## Història
Construcció de bona qualitat formal i amb elements interessants que posa en relleu l'existència d'una burgesia benestant a l'època.